# Imposters
Imposters è una serie televisiva statunitense trasmessa dal 7 febbraio 2017 al 7 giugno 2018 sul canale Bravo.
La serie fu annunciata nell'aprile del 2015 come My So Called Wife, e segue le vicende della truffatrice Maddie, interpretata da Inbar Lavi, che viene coinvolta in relazioni con uomini e donne, ma prima di lasciarli li "usa e deruba di tutto, inclusi i loro cuori".
Il 17 aprile 2017, Bravo ha rinnovato la serie per una seconda stagione di dieci episodi, trasmessa dal 5 aprile 2018.
Il 1º giugno 2018, Bravo cancella ufficialmente la serie dopo due stagioni.
In Italia, la serie va in onda dal 25 settembre 2017 su Premium Stories, dal 6 gennaio 2019 su Top Crime.

## Trama
Maddie è un'affascinante truffatrice che, con l'aiuto dei suoi due compagni di squadra e sotto il comando del ''Dottore'', riesce a sedurre uomini e donne per approfittarsi di loro, rubargli il denaro e scappare lasciandoli devastati dal dolore provocato dalle sue azioni, ma tre delle sue ex vittime si riuniscono per rintracciarla e riprendersi ciò che è loro.

## Personaggi

### Personaggi principali
- Maddie/Ava/Alice/CeeCee/Saffron, interpretata da Inbar Lavi, doppiata da Eva Padoan
- Ezra Bloom, interpretato da Rob Heaps, doppiato da Emanuele Ruzza
- Richard Evans, interpretato da Parker Young, doppiato da Luca Mannocci
- Jules Langmore, interpretata da Marianne Rendón, doppiata da Chiara Gioncardi
- Patrick Campbell/Patrick Simons, interpretato da Stephen Bishop, doppiato da Stefano Thermes
- Max, interpretato da Brian Benben, doppiato da Stefano De Sando
- Sally, interpretata Katherine LaNasa, doppiata da Laura Romano

### Personaggi secondari
- Lenny Cohen, interpretata da Uma Thurman, doppiata da Chiara Colizzi
- Gina, interpretata da Chastity Dotson, doppiata da Alessia Amendola
- Josh Bloom, interpretato da Adam Korson, doppiato da Nanni Baldini
- Arthur Bloom, interpretato da Mark Harelik, doppiato da Francesco Prando
- Marsha Bloom, interpretata da Mary Kay Place, doppiata da Alessandra Korompay
- Gary Heller, interpretato da Aaron Douglas, doppiato da Alessandro Quarta
- Cook, interpretata da Denise Dowse, doppiata da Alessandra Cassioli
- Dottore, interpretato da Ray Proscia, doppiato da Luca Biagini
- Shelly Cohen, interpretato da Paul Adelstein, doppiato da Alessio Cigliano
- Poppy, interpretata da Rachel Skarsten, doppiata da Letizia Ciampa
- Rosa/Sofia, interpretata da Laura Archbold, doppiata da Benedetta Degli Innocenti
- Linda, interpretata da Jaime Ray Newman, doppiata da Francesca Manicone

## Episodi
| Stagione         | Episodi | Prima TV USA | Prima TV Italia |
| ---------------- | ------- | ------------ | --------------- |
| Prima stagione   | 10      | 2017         | 2017            |
| Seconda stagione | 10      | 2018         | 2018            |